# صالح سيف الدين
صالح سيف الدين (1975 - 14 أكتوبر 2007) كان صحفيًا عراقيًا ومراسلًا لصحيفة واشنطن بوست، قُتل بالرصاص أثناء قيامه بمهمة في بغداد عام 2007. وفقًا للجنة حماية الصحفيين، يُعتقد أن صالح سيف الدين هو الصحفي الـ 119 الذي قُتل في العراق منذ غزو العراق في مارس 2003 وقت وفاته؛ كما قتل 41 عاملاً آخر من العاملين في الدعم الإعلامي أثناء تغطيتهم الحرب في العراق.
بدأ سيف الدين، الذي كان في الأصل من تكريت، العمل كمراسل خاص من صحيفة واشنطن بوست في مسقط رأسه في أوائل عام 2004. انتقل بعد ذلك إلى بغداد لمواصلة العمل مع الصحيفة. ووفقا لبيان صادر عن صحيفة "... لعب دورا أساسيا في تغطية مشاركة "من العراق"، بينما هو في بغداد.
كتب سيف الدين في كثير من الأحيان تحت الاسم صالح دحمة، لحماية هويته. غالبًا ما يتم استهداف الصحفيين العراقيين العاملين في المؤسسات الإعلامية الغربية بهجمات من جماعات مسلحة عراقية.
تم إطلاق النار على صالح سيف الدين أثناء قيامه بمهمة في حي السيدية ببغداد. كانت السعدية في السابق منطقة مختلطة سنية - شيعية يهيمن عليها الشيعة الآن. إنه نفس الحي الذي قُتل فيه خالد حسن الصحفي في صحيفة نيويورك تايمز في يوليو 2007.
كان عمر الدين 32 عامًا عندما قُتل. غادر الحياة وكانت ابننه فاطمة تبلغ من العمر 6 سنوات.

## تصفيته
في 14 تشرين الأول/أكتوبر 2007، تعرّض مراسل واشنطن بوست للاغتيال بالرصاص جنوبي بغداد. وفقاً لأرباب عمله، كان يعدّ تقريراً في حي السيدية الواقع في قبضة أعمال العنف المذهبية بين السنة والشيعة. وقد عثر على جثته في أحد الشوارع مغطاة بالصحف. وأشار عناصر الشرطة الذين حضروا إلى ساحة الجريمة إلى أنه من المحتمل أن تكون تصفيته قد تمت عن قرب لا سيما أن رصاصة واحدة في جبينه كانت كفيلة بوضع حد لحياته. يتعامل صالح سيف الدين البالغ 32 سنة من العمر مع صحيفة واشنطن بوست منذ العام 2004. وفي العدد الصادر في 14 تشرين الأول/أكتوبر 2007، أفادت الصحيفة الأمريكية بأن مراسلها قد تعرّض للتهديد في العام 2005 وهو التاريخ الذي قررت فيه إبعاده عن مدينته المنشأ تكريت حيث كانت حياته مهددة. وفي العام 2006، سارت شائعات تفيد بأن مسؤولين محليين طلبوا رأسه مقابل مبلغ يساوي 35000 يورو لأنه كان يجري تحقيقاً حولهم في قضية سرقة. منذ بداية العام 2007، لاقى 53 عاملاً محترفاً في القطاع الإعلامي حتفهم في العراق كان عشرة منهم يتعاونون مع وسائل إعلام أجنبية (راديو فري يوروب، نيوزويك، آي بي سي، آي بي تي أن، رويترز، نيويورك تايمز، واشنطن بوست).

## تصريحات
- عبّرت منظمة مراسلون بلا حدود عن بالغ حزنها إزاء مقتل صالح سيف الدين، وصرّحت المنظمة: «يستمر الصحافيون في دفع ثمن العنف المستشري في البلاد علماً بأنهم يمثلون 88% من العاملين المحترفين في القطاع الإعلامي المقتولين في العراق في خلال الأعوام الأربعة الأخيرة». وأضافت المنظمة: «نطالب السلطات العراقية بإجراء تحقيق معمّق لاعتقال الفاعلين. فيستحيل أن يبقى أي اغتيال ارتكب في وضح النهار وأمام عشرات الشهود فالتاً من العقاب».[3]

- قدّم مرصد الحريات الصحفية تعازيه لعائلة صالح سيف الدين ولزملائه في صحيفة الواشنطن بوست، ويعد المرصد عمليات القتل، الاختطاف، والتهديد انتهاكاً خطيراً لحرية الصحافة والتعبير.[4]

## روابط خارجية
- واشنطن بوست: مراسل للحصول على مشاركة هل برصاصة قاتلة في بغداد
- لجنة حماية الصحفيين: مقتل مراسل واشنطن بوست في بغداد